# Bouchekfa
 (juin 2020).
Bouchekfa (Buceqfa en Kabyle ; ⴱⵓⵛⴻⵇⴼⴰ  en Tifinagh, Tamazight) est un village de la commune de Aït R'zine de la wilaya de Béjaïa en Kabylie, région du nord de l'Algérie. Peuplé d'environ 1 500 habitants.
Le village, très actif, est situé au carrefour de plusieurs autres villages et du chef-lieu de la commune Aït R'zine.

## Présentation
Le village dispose une équipe de football nommée FC Bouchekfa.
Une association socioculturelle, Thagmats, y a été créée en juillet 2005 par un collectif de jeunes actifs. Elle a notamment participé à la création d'une bibliothèque nommée « 11 Martyrs, 18 septembre 1955 » et inaugurée par le maire de la ville et le directeur de la bibliothèque nationale, El Hamma Amine Zaoui. Elle possède contient un nombre important de livres (3 500 livres)[réf. nécessaire].

## Localisation
Bouchekfa se situe à 85 km au sud-ouest de Bejaia. Le village est délimité :
- Au nord-est, par le village Tighilt Oumeggal ;
- À l'est, par Guenzet ;
- Au sud-est, par les villages Djedida et Aourir ;
- À l'ouest, par le village Iwegranene et Guendouze.